# Николай (Протопапас)
Митрополи́т Никола́й (греч. Μητροπολίτης Νικόλαος Πρωτοπαπάς; 24 сентября 1948, Тинос, Южные Эгейские острова — 27 июля 2019, Греция) — архиерей Элладской православной церкви, митрополит Фтиотидский (1996—2019).

## Биография
Родился в 1948 году в Платье на Тиносе, в Греции.
Окончил Ризарийскую богословскую школу в Афинах, а в 1972 году — богословский институт Афинского университета.
3 декабря 1972 года был пострижен в монашество в монастыре Святого Давида (Ιεράς Μονής Οσίου Δαυίδ Γέροντος) в Лимни.
26 июля 1973 года был рукоположен в сан диакона, а 23 февраля 1975 года — в сан пресвитера. С 1973 года служил в качестве архидиакона и проповедника в Халкидской митрополии, с 1975 года — в качестве преподавателя церковной школы на Тиносе (1975—1978) и руководителем Всегреческого фонда Евангелистрии на Тиносе «Πανελληνίου Ιερού Ιδρύματος της Ευαγγελίστριας» на Тиносе (1975—1984).
По благословению архиепископа Афинского Серафима (Тикаса) был переведён в клир Афинской архиепископии, где занимал должность директора школы-интерната при церковной социальной службе «Апостолики диакония» (1984—1996), был генеральным директором радиостанции Элладской Православной Церкви (1990—1996) и настоятелем церкви Святого Елевферия. Написал ряд исследований богословского и исторического содержания, регулярно публиковался в журналах и газетах.
В октябре 1996 года Священным синодом иерархии Элладской православной церкви был избран для рукоположения в сан митрополита Фтиотидского. 6 октября 1996 года в церкви Святого Елевферия состоялась его архиерейская хиротония. 17 ноября 1996 года в Ламии прошёл чин интронизации.
Скончался 27 июля 2019 года от сердечного приступа.